# Athlétisme aux Jeux sud-américains de 2010
Navigation
Édition précédente Édition suivante
Les épreuves d'athlétisme lors des Jeux sud-américains de 2010 ont eu lieu du 20 au 23 mars 2010 à Medellín, en Colombie. Ces épreuves sont celles des Championnats d'Amérique du Sud d'athlétisme espoirs 2010.

## Résultats

### Hommes
| Épreuves          | Or                                                                    | Argent                                                             | Bronze                                                                      |
| ----------------- | --------------------------------------------------------------------- | ------------------------------------------------------------------ | --------------------------------------------------------------------------- |
| 100 m             | Isidro Valencia Colombie                                              | Álvaro Gómez Colombie                                              | Diego Rivas Venezuela                                                       |
| 200 m             | Arturo Ramirez Venezuela                                              | Luis Carlos Nuñez Colombie                                         | Rubens Quirino Brésil                                                       |
| 400 m             | Omar Longart Venezuela                                                | Hederson Estefani Brésil                                           | Helder Alves Brésil                                                         |
| 800 m             | Rafith Rodríguez Colombie                                             | Lutimar Paes Brésil                                                | Diomar Souza Brésil                                                         |
| 1 500 m           | Ivan Guido Bilbao Chili                                               | Marvin Blanco Venezuela                                            | Mauricio Gonzalez Colombie                                                  |
| 5 000 m           | Mauricio Gonzalez Colombie                                            | Javier Andres Cabrera Colombie                                     | Victor Pincheira Chili                                                      |
| 10 000 m          | Javier Andres Cabrera Colombie                                        | Daniel Silva Brésil                                                | Gilberto Lopes Brésil                                                       |
| 110 m haies       | Jorge McFarlane Pérou                                                 | Jolver Lozano Colombie                                             | Javier McFarlane Pérou                                                      |
| 400 m haies       | Juan Pablo Maturana Colombie                                          | Georni Jaramillo Venezuela                                         | Brayan Ambuila Colombie                                                     |
| 3 000 m steeple   | Marvin Blanco Venezuela                                               | Luis Millan Venezuela                                              | Mauricio Verdugo Chili                                                      |
| 20 000 m marche   | Mauricio Jose Sanchez Équateur                                        | Omar Sierra Colombie                                               | Caio Bonfim Brésil                                                          |
| 4×100 m relais    | Isidro Valencia Luis Carlos Nunez Álvaro Gómez Diego Vergara Colombie | Omar Longart Arturo Ramírez Álvaro Cassiani Diego Rivas Venezuela  | Gustavo Santos Rubens Quirino Helder Alves Jonathan Henrique Silva Brésil   |
| 4×400 m relais    | Ruben Headly Geomi Jaramillo Arturo Ramirez Omar Longart Venezuela    | José Oliveira Hederson Estefani Henrique Souza Helder Alves Brésil | Juan Pablo Maturana Brayan Ambuila Javier Hurtado Rafith Rodríguez Colombie |
| Saut en hauteur   | Diego Javier Valencia Équateur                                        | Carlos Izquierdo Colombie                                          | Simon Villa Arango Colombie                                                 |
| Saut à la perche  | Augusto Oliveira Brésil                                               | Cleber Silva Brésil                                                | Ruben Benitez Argentine                                                     |
| Saut en longueur  | Jorge McFarlane Pérou                                                 | Javier McFarlane Pérou                                             | Lourival Almeida Brésil                                                     |
| Triple saut       | Robin Mosquera Colombie                                               | Jean Rosa Brésil                                                   | Jose Adrian Carreno Équateur                                                |
| Lancer de poids   | Edder Cesar Lopez Colombie                                            | Nicola Martina Argentine                                           | Michael Kevin Vidal Pérou                                                   |
| Lancer du disque  | Andres Rossini Argentine                                              | Michael Kevin Vidal Pérou                                          | Nicolas Martina Argentine                                                   |
| Lancer du javelot | Victor Abel Riveros Paraguay                                          | Lucas Silva Brésil                                                 | Tomas Martorell Chili                                                       |
| Lancer du marteau | Allan Wolski Brésil                                                   | Prinston Quailey Venezuela                                         | Guillermo Salazar Équateur                                                  |
| Décathlon         | Diego Pereira de Araujo Brésil                                        | Pedro Lima Brésil                                                  | Damian Benedetich Argentine                                                 |

### Femmes
| Épreuves          | Or                                                                                         | Argent                                                                                | Bronze                                                                                          |
| ----------------- | ------------------------------------------------------------------------------------------ | ------------------------------------------------------------------------------------- | ----------------------------------------------------------------------------------------------- |
| 100 m             | Ana Claudia Silva Brésil                                                                   | Yomara Hinestroza Colombie                                                            | Nelcy Caicedo Colombie                                                                          |
| 200 m             | Ericka Belinda Quinteros Équateur                                                          | Vanda Gomes Brésil                                                                    | Bárbara Leôncio Brésil                                                                          |
| 400 m             | Barbara Oliveira Brésil                                                                    | Yenifer Padilla Colombie                                                              | Yanet Largacha Colombie                                                                         |
| 800 m             | Jessica Santos Brésil                                                                      | Geisiane Lima Brésil                                                                  | Evangelina Thomas Argentine                                                                     |
| 1 500 m           | Evangelina Thomas Argentine                                                                | Rocio Alvarez Pérou                                                                   | Jenifer Silva Brésil                                                                            |
| 5 000 m           | Tatiele Carvalho Brésil                                                                    | Aura Maria Hincapie Colombie                                                          | Charo Quinto Pérou                                                                              |
| 10 000 m          | Yony Umiyauri Pérou                                                                        | Aura Maria Hincapie Colombie                                                          | Ana Brandao Brésil                                                                              |
| 100 m haies       | Agustina Zerboni Argentine                                                                 | Anita Souza Brésil                                                                    | Giuliana Maria Tovar Pérou                                                                      |
| 400 m haies       | Magdalena Mendoza Venezuela                                                                | Deborah Rodriguez Uruguay                                                             | Elaine Paixão Brésil                                                                            |
| 3 000 m steeple   | Rocio Huillca Alvarez Pérou                                                                | Jovana Capani Pérou                                                                   | Florencia Borelli Argentine                                                                     |
| 20 000 m marche   | Ingrid Hernandez (COL)                                                                     | Anabelli Sanchez (COL)                                                                | Paola Viviana Saquipay (ECU)                                                                    |
| 4×100 m relais    | Vanusa dos Santos Vanda Gomes Ana Claudia Silva Franciela Krasucki Brésil                  | Nelcy Caicedo Yenifer Padilla Maria Alejandra Paz Yomara Hinestroza Colombie          | Maria Ayelen Diogo Florencia Lamboglia Constanza Eckhardt Agustina Zerboni Argentine            |
| 4×400 m relais    | Time: 3:40.09 Yanet Largacha Maria Alejandra Paz Marcela Caicedo Yenifer Gonzalez Colombie | Time: 3:40.68 Barbara Leoncio Elaine Paixão Ana Claudia Silva Barbara Oliveira Brésil | Time: 3:51.74 Maria Ayelen Diogo Agustina Zerboni Juliana Menedez Florencia Lamboglia Argentine |
| Saut en hauteur   | Valdileia Martins Brésil                                                                   | Lais Silva Brésil                                                                     | Sara Grisales Colombie                                                                          |
| Saut à la perche  | Sara Pereira Brésil                                                                        | Raissa Schubert Brésil                                                                | Diana Leyton Colombie                                                                           |
| Saut en hauteur   | Ana Esperança Brésil                                                                       | Munich Tovar Venezuela                                                                | Melissa Valencia Colombie                                                                       |
| Triple saut       | Munich Tovar Venezuela                                                                     | Bianca Santos Brésil                                                                  | Feber Hernandez Venezuela                                                                       |
| Lancer de poids   | Natalia Duco Soler Chili                                                                   | Angela Marcela Moreno Colombie                                                        | Luz Leyni Montano Colombie                                                                      |
| Lancer du disque  | Fernanda Borges Brésil                                                                     | Andressa Morais Brésil                                                                | Luz Leyni Montano Colombie                                                                      |
| Lancer du javelot | María Lucelly Murillo Colombie                                                             | Olga Katryna Cabrera Paraguay                                                         | Rafaela Gonçalves Brésil                                                                        |
| Lancer du marteau | Andressa Morais Brésil                                                                     | Carla Michel Brésil                                                                   | Dukina Freytters Venezuela                                                                      |
| Heptathlon        | Agustina Zerboni Argentine                                                                 | Cynthia Alves Brésil                                                                  | Anna Camila Cubas Paraguay                                                                      |

## Tableau des médailles par nation
- Pays hôte

| Rang  | Nation    | Or | Argent | Bronze | Total |
| ----- | --------- | -- | ------ | ------ | ----- |
| 1     | Brésil    | 13 | 18     | 11     | 41    |
| 2     | Colombie  | 11 | 11     | 13     | 35    |
| 3     | Venezuela | 6  | 6      | 3      | 15    |
| 4     | Pérou     | 4  | 6      | 3      | 13    |
| 5     | Argentine | 4  | 1      | 6      | 11    |
| 6     | Équateur  | 3  | 0      | 3      | 6     |
| 7     | Chili     | 2  | 0      | 3      | 5     |
| 8     | Paraguay  | 1  | 1      | 1      | 3     |
| 9     | Uruguay   | 0  | 1      | 0      | 1     |
| 10    | Bolivie   | 0  | 0      | 1      | 1     |
| Total | Total     | 43 | 43     | 43     | 129   |